# Elle est des nôtres
Pour plus de détails, voir Fiche technique et Distribution.
Elle est des nôtres est un film français réalisé par Siegrid Alnoy, sorti en 2003.

## Fiche technique
- Réalisation : Siegrid Alnoy
- Scénario : Siegrid Alnoy, Jérôme Beaujour et François Favrat
- Photographie : Christophe Pollock
- Musique : Gabriel Scotti
- Montage : Benoît Quinon
- Son : Xavier Griette
- Décors : Michel Vandestien
- Costumes : Mic Cheminal
- Pays d'origine :  France
- Genre : drame
- Durée : 100 min
- Dates de sortie :
  -  France : 3 septembre 2003

## Distribution
- Sasha Andres : Christine
- Carlo Brandt : Degas
- Daniel Ceccaldi : le père de Christine
- Catherine Mouchet : Patricia
- Pierre-Félix Gravière : Sébastien
- Éric Caravaca : Eric
- Jacques Spiesser : Danjard
- Mireille Roussel : Pascale
- Geneviève Mnich : la mère de Christine
- Dominique Valadié : Marie-Noëlle
- Clotilde Mollet : Carole
- Pascal Cervo : le policier de l'accueil
- Marcial Di Fonzo Bo : le patron
- Laurent Poitrenaux : Jean-Michel
- Nathalie Besançon : la serveuse
- Thomas Chabrol : le directeur du promocash
- Stanislas Stanic : Brebion
- Rodolphe Congé : Cazalis
- Hélène Alexandridis : la vendeuse Chouette
- Delphine Elliet : la comptable
- Laurent Bateau : l'employé de promocash
- Alexis Perret : l'employé de l'agence
- Florence Viala : la caissière de Continent
- Violaine Schwartz : la cliente de Continent
- Agathe Dronne : la secrétaire de Promocash
- Lise Lamétrie : la caissière de la piscine
- Valérie de Dietrich : Sonia
- Monique Couturier : Mme Imbert
- Pierre Baux : le chauffeur de Transeuro

## Distinctions
- Festival international du film de Thessalonique 2003 : mention spéciale